# Crocus etruscus
El safrà etrusc (Crocus etruscus) és una planta conreada del gènere Crocus dins la família Iridàcia (Iridaceae) i també l'espècia que s'obté de les parts femenines (estigma i estil) de la flor d'aquesta planta. L'espècia s'utilitza com a condiment i colorant. A més té propietats medicinals. És un endemisme italià que es troba al centre sud de la Toscana.
La seva presència té una extensió d'uns 1,892 km² i una àrea d'ocupació d'uns 120 km². L'espècie es troba en nuclis aïllats de subpoblació però les poblacions són estables. No obstant això, la planta està potencialment amenaçada per la degradació de l'hàbitat, la depredació dels senglars (Sus scrofa), i plantacions de fusta a petita escala. Per tant, Crocus etruscus s'avalua com a «Gairebé Amenaçat». La planta, que floreix des de febrer fins a l'abril, creix sobretot als boscos de Querco robori-Fagetea sylvaticae i Quercetea ilicis. Creix també en boscos dominats per Castanea sativa. Actualment el safrà és una planta estèril que es reprodueix a través dels bulbs (corms en termes botànics).

## Etimologia
Safrà deriva del llatí vulgar safranum i aquest de l'àrab aṣfar (أَصْفَر), amb el significat de groc. La paraula catalana groc deriva de crocus, el nom en llatí clàssic del safrà. L'epítet específic etruscus és un adjectiu geogràfic que fa referència a la regió d'Etrúria, a la Toscana.

## Descripció
El safrà és una planta herbàcia de tubercle perenne, de fulles allargades amb un nervi al mig de color més clar que la resta. Té un bulb de la mida d'una avellana i treu una flor en forma d'embut, dividida en sis lòbuls de color violeta i amb tres estigmes vermells coberts de pol·len groc. Les fulles varien en amplada i apareixen amb les flors. Les flors arriben a uns 8-10cm, són liles amb la gola de color groc pàl·lid i diversos serrells externs. Floreix des de la fi de l'hivern i a la primavera al nord-oest d'Itàlia, als boscos de fulla caduca i pastures fins a 600 metres. És una espècia estrictament protegida al mediterrani.

## Composició química i nutrició
Conté, entre altres components químics, picrocrocina, safranol, carotenoides i crocina. Pel seu ús en ínfimes quantitats, un pistil per ració és una quantitat habitual en un plat, no es pot parlar d'aports significatius en lípids, glúcids, proteïnes ni aigua.
El safrà etrusc és una planta endèmica italiana que es troba a Toscana centre-sud. Té una extensió de la presència de 1.892 km² i una àrea d'ocupació de 120 km². L'espècie es troba a nuclis aïllats de subpoblació però les poblacions són estables. No obstant això, la planta està potencialment amenaçada per la degradació de l'hàbitat, la depredació dels senglars, i plantacions de fusta a petita escala. Per tant, etruscus Crocus s'avalua com Gairebé Amenaçat acostar Criteri B1a + 2a.